# Anaya (Segovia)
Anaya es un municipio y localidad española de la provincia de Segovia, en la comunidad autónoma de Castilla y León.

## Geografía
| Noroeste: Santa María la Real de Nieva | Norte: Santa María la Real de Nieva  | Noreste: Añe           |
| Oeste: Marazuela                       |                                      | Este: Garcillán        |
| Suroeste: Marazoleja                   | Sur: Marazoleja, Juarros de Riomoros | Sureste: Martín Miguel |

## Historia
En 1973 se decretó no procedente la incorporación del municipio de Anaya al de Garcillán.

## Geografía humana

### Demografía
Cuenta con una población de 119 habitantes (INE 2024).
| Gráfica de evolución demográfica de Anaya entre 1842 y 2021                                                           |
| |
| Población de derecho según los censos de población del INE. Población de hecho según los censos de población del INE. |

| 136           | 131 | 132 | 136 | 131 | 140 | 162 | 136 | 118 | 126 | 131 | 125 | 126 |
| (Fuente: INE) |     |     |     |     |     |     |     |     |     |     |     |     |

## Símbolos

### Escudo
El escudo heráldico y la bandera que representan al municipio fueron aprobados oficialmente el 11 de junio de 2001. El escudo se blasona de la siguiente manera: 

«Escudo cuartelado. Primero de gules con un puente de oro de tres ojos. Segundo, de azur con un campo arado, al natural y sumado de una azada de plata. Tercero, de azur con una campana de plata. Cuarto, de oro con un fresno de sinople, arrancado. Sobre el todo, escusón de gules con una cabeza de caballo, de plata. Timbrado de la Corona Real Española.»
Boletín Oficial de Castilla y León nº 167/2001 de 28 de agosto de 2001

### Bandera
La descripción textual de la bandera es la siguiente:

«Proporción: 2/3 rectangular. Partida por mitad en bajo. De oro (amarillo) y sinople (verde) y brochante sobre el todo el escudo municipal de Anaya.»
Boletín Oficial de Castilla y León nº 167/2001 de 28 de agosto de 2001

## Administración y política
| Periodo   | Nombre                        | Partido   |
| --------- | ----------------------------- | --------- |
| 1979-1983 | Bongilio Ayuso Martín         | UCD       |
| 1983-1987 | Bongilio Ayuso Martín         | AP-PDP-UL |
| 1987-1991 | José María Manso Alonso       | PDP       |
| 1991-1995 | Bongilio Ayuso Martín         | PP        |

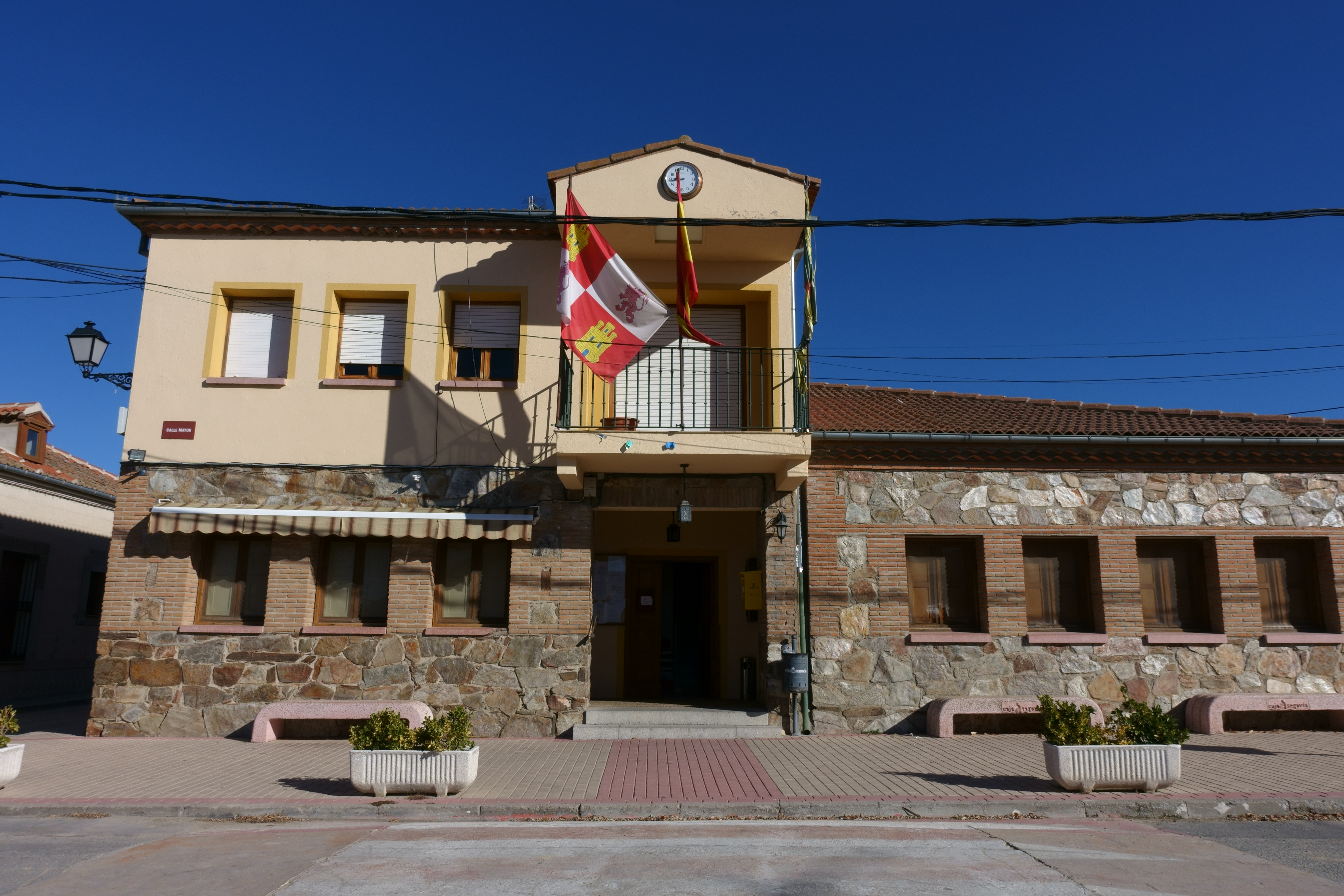
Casa consistorial

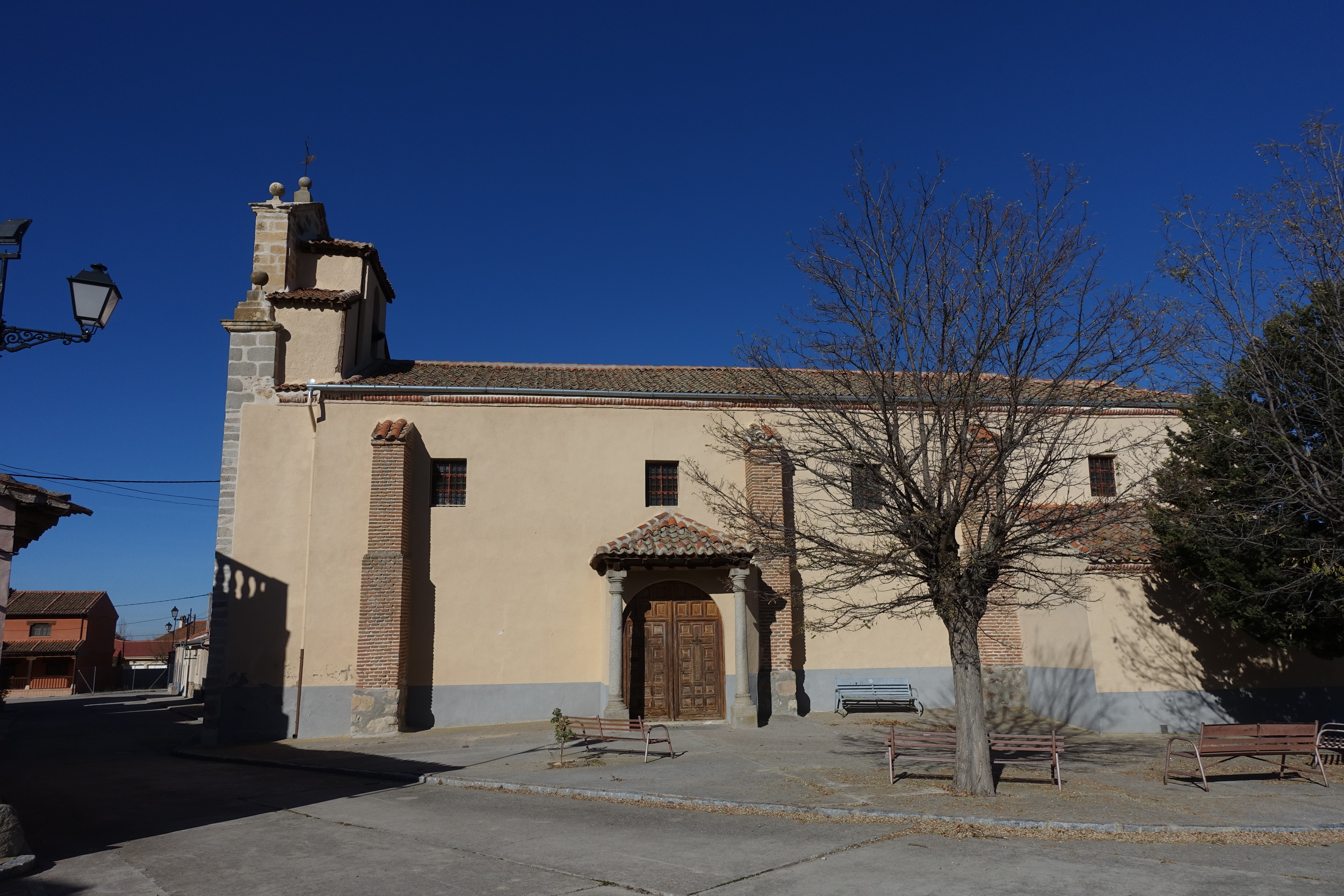
Iglesia de Santiago

| 1995-1999 | Ángel Gregorio Yagüe Llorente | PP        |
| 1999-2003 | Ángel Gregorio Yagüe Llorente | PP        |
| 2003-2007 | Ángel Gregorio Yagüe Llorente | PP        |
| 2007-2011 | Ángel Gregorio Yagüe Llorente | PP        |
| 2011-2015 | José Fernando García Martín   | PP        |
| 2015-2019 | José Fernando García Martín   | PP        |
| 2019-2023 | Jesús María Yagüe Martín      | PP        |
| 2023-act. | Ana María Antón Andrés        | PP        |